# Тайбур
Тайбу́р (фр. Taillebourg) — коммуна во Франции, находится в регионе Пуату — Шаранта. Департамент коммуны — Шаранта Приморская. Входит в состав кантона Сен-Савиньен. Округ коммуны — Сен-Жан-д’Анжели.
Код INSEE коммуны — 17436.

## Население
Население коммуны на 2010 год составляло 730 человек.
| 1962 | 1968 | 1975 | 1982 | 1990 | 1999 | 2010 |
| ---- | ---- | ---- | ---- | ---- | ---- | ---- |
| 636  | 681  | 637  | 626  | 561  | 600  | 730  |